# 金贾纳
金贾纳（Jhinjhana），是印度北方邦Muzaffarnagar县的一个城镇。总人口17655（2001年）。

## 人口
该地2001年总人口17655人，其中男性9446人，女性8209人；0—6岁人口3359人，其中男1779人，女1580人；识字率49.55%，其中男性为56.76%，女性为41.25%。